# 福民乡 (峡江县)
福民乡，是中华人民共和国江西省吉安市峡江县下辖的一个乡镇级行政单位。

## 行政区划
福民乡下辖以下地区：
娄屋得村、郭下村、宋家村、小枥村、田心村和方家村。